# Milenko Stefanović
Milenko Stefanović (Belgrado, 19 febbraio 1930 – Belgrado, 25 luglio 2022) è stato un clarinettista serbo.
È stato vincitore di competizioni internazionali a Mosca, Monaco di Baviera, Ginevra e Praga, solista che ha raggiunto una notevole carriera internazionale, da molto tempo primo clarinettista della Belgrade Philharmonic Orchestra e professore di clarinetto alla Università di Pristina e alla Università delle Arti a Belgrado.

## Educazione
Nato a Belgrado in una famiglia di musicisti dilettanti, ha iniziato gli studi musicali all'età di 5 anni (violino, pianoforte e, più tardi, clarinetto). Si è laureato presso la Belgrade Music Academy come allievo del celebre professor Bruno Brun, il fondatore della moderna scuola serba di clarinetto (1957). Ha completato lì, con lo stesso insegnante, i suoi studi post laurea ed è stato insignito del Magister of Arts degree (1971). Inoltre, ha studiato musica da camera e d'orchestra a Salisburgo nella classe di Igor Markevich, Erich Leinsdorf e Fernand Oubradous.

## Riconoscimenti e onorificenze
Stefanovic è stato vincitore o finalista nelle competizioni più importanti slave ed internazionali, tra cui le gare di Sarajevo (1952), Skopje (1954), Lubiana (1956), Mosca (1957), Monaco di Baviera (1957), Ginevra (1957) e Praga (1959). Inoltre, è stato premiato con l'Award of the Yugoslavian Radio-Television (Ohrid, 1972), i premi della città di Belgrado per il miglior concerto della stagione concertistica precedente (1976, 1981, 1986), con il premio "7 luglio" (1962), la più alta onorificenza della nazione per le arti, così come con molti altri premi. Nel 2007, su raccomandazione del comitato di esperti del Ministero della Cultura serbo, ha ottenuto riconoscimento speciale per il più alto contributo alla cultura nazionale nella Repubblica di Serbia. Nel 2011, presso la ClarinetFest a Northridge, California, l'International Clarinet Association ha votato all'unanimità Stefanovic come membro onorario, che è il premio più prestigioso assegnato dalla I.C.A.

## Carriera
Stefanovic è stato primo clarinettista della Belgrade Philharmonic Orchestra dal 1954 al 1976. Oltre ad avere quella posizione, ha anche ottenuto un enorme successo internazionale come solista e come suonatore di musica da camera.
Durante la sua lunga carriera, Stefanovic ha suonato in Europa, Nord America e Africa. Come musicista solista, da camera, e d'orchestra, ha collaborato con illustri artisti slavi ed internazionali, tra cui Herbert von Karajan, Lorin Maazel, Leopold Stokowski, Kirill Kondrashin, Bernard Keeffe, Francesco Mander, Jerzy Katlewicz, Jovan Šajnović, Uroš Lajovic, Anton Kolar, Anton Nanut, Vančo Čavdarski, Živojin Zdravković, Oskar Danon, Dušan Skovran, Djura Jakšić, Mladen Jagušt, Julio Marić, Franc Klinar, Roman Skrepek, Eric Hope, Evgeni Korolyov, Michel Dussault, Andreja Preger, Aleksandar Pavlović, Viktor Jakovčić, Zorica Dimitrijević-Stošić, Mirjana Kršljanin, Aleksandar Lekovski, Zbigniew Chwedczuk, Josef Daniel, Oivin Fjeldstad, Bogo Leskovic, Petr Vronský, Freddy Došek, Bogdan Babić, Dušan Miladinović, Božidar Tumpej, Vojislav Simić, The Zagreb Soloists, The Belgrade Trio, The Serbian String Quartet, The Zagreb Quartet e molti altri.
Stefanovic è stato uno dei pochi artisti ad aver avuto l'onore di eseguire Copland's Clarinet Concerto sotto la direzione del maestro Aaron Copland (1961).
Stefanovic è stato anche un musicista jazz - solista, compositore e membro del Belgrade Jazz Trio e del Markićević Quintet.
Ha registrato per le stazioni radiofoniche e televisive in Jugoslavia e all'estero (Mosca, Roma, Parigi, Londra, Berlino, ecc.)
Illustri compositori slavi, come Aleksandar Obradović, Petar Bergamo, Dušan Radić, Miodrag Ilić, Petar Ozgijan, Dejan Despić, e altri gli hanno dedicato le proprie opere.
Milenko Stefanovic è stato molto apprezzato dalla critica. Nonostante il gran numero delle sue esibizioni, è uno dei pochi musicisti che non hanno mai ottenuto recensioni negative dalla critica.
Stefanovic ha fatto parte delle giurie di numerosi concorsi in Jugoslavia ed internazionali.

## Composizioni
Stefanovic ha scritto numerose composizioni jazz e qualche musica per i film.

## Carriera da insegnante
Stefanovic ha avuto molto successo anche come insegnante. I suoi ex allievi rivestono ruoli di insegnamento nelle scuole di musica e nelle università e nelle orchestre in Europa, Asia, Australia e Nord America. Molti di loro sono stati premiati in vari concorsi nazionali e all'estero.
Ha iniziato la sua carriera di insegnante come professore di clarinetto presso la Josip Slavenski School of Music (1967–1993).
Ha insegnato presso la Università delle Arti di Belgrado dal 1976, quando fu raccomandato dal suo maestro, il professor Brun, fino al suo pensionamento nel 1995.
Stefanovic ha insegnato presso la Università di Pristina dal 1975, quando fu uno dei fondatori del dipartimento di Musica, fino al 2009.
È stato anche vice-rettore (1985-1989) e membro del Board of Trustees alla Università delle Arti di Belgrado.
Stefanovic ha scritto diversi libri di testo per gli studenti di clarinetto.
È stato membro onorario e presidente della Associazione dei musicisti serbi.

## Lavori più importanti
- Tadeusz Baird: 2 capricci
- Baronijan: Divertimento per clarinetto, flauto, strumenti a corda e percussioni
- Fahri Beqiri: Sonata
- Alban Berg: 4 pezzi
- Petar Bergamo: Concerto abbreviato per clarinetto solista (dedicato a M. Stefanović)
- Beethoven: Duo No.2, Op. 147 per clarinetto e fagotto (con Božidar Tumpej)
- Bruno Bjelinski: Rondo
- Johannes Brahms: Sonata No. 1
- Johannes Brahms: Sonata No. 2
- Johannes Brahms: Quintetto in B minore (con lo Zagreb Quartet)
- Aaron Copland: Concerto (con Aaron Copland)
- Claude Debussy: Première rhapsodie (con l'Orchestra Sinfonica della RTS (Serbia), diretta da Oskar Danon)
- Dejan Despić: Concertino per clarinetto, fagotto e orchestra
- Dejan Despić: 9 danze per clarinetto solista (dedicata a M. Stefanović)
- Lida Frajt: Odd Player (con l'Orchestra Sinfonica della RTS (Serbia) diretta da Dušan Miladinović)
- Paul Hindemith: Sonata
- Arthur Honegger: Sonatina (con Eric Hope)
- Josip Kalčić: Musica concertante per clarinetto e strumenti a corda
- Barney Kessel: Bernardo
- Milan Kotlić: Pesma
- Witold Lutosławski: Dance Preludes
- Darius Milhaud: concerto (con Oskar Danon)
- Darius Milhaud: Sonatina
- Wolfgang Amadeus Mozart: Concerto per clarinetto e orchestra KV 622
- Wolfgang Amadeus Mozart: Kegelstatt Trio (K. 498)
- Wolfgang Amadeus Mozart: Quintet for Clarinet and Strings, K. 581
- Aleksandar Obradović: Concerto per clarinetto e orchestra d'archi (dedicato a M. Stefanović)
- Aleksandar Obradović: Microsonata per clarinetto solista (dedicato aM. Stefanović)
- Krzysztof Penderecki: Three Miniatures
- Henri Rabaud: Solo de Concours
- Radić: Concertino
- Gioachino Rossini: Introduzione, Tema e Variazioni
- Robert Schumann: Fantasy-Pieces
- Camille Saint-Saëns: Sonata (con Zorica Dimitrijević-Stošić)
- Artie Shaw: Concerto
- Johann Stamitz: Concerto in B maggiore
- Milenko Stefanović: Romance
- Milenko Stefanović: Grotesque
- Igor Stravinsky: Three Pieces
- Zlatan Vauda: Sonata Brevis
- Carl Maria von Weber: Concertino
- Carl Maria von Weber: Concertino No. 1
- Carl Maria von Weber: Concertino No. 2
- Mihailo Živanović: Spring Landscape
- Mihailo Živanović: Rapsodia per clarinetto e orchestra jazz